# 피어스 피플
《피어스 피플》(영어: Fierce People)은 미국과 캐나다에서 제작된 그리핀 던 감독의 2005년 드라마 스릴러 독립 영화이다. 다이앤 레인, 도널드 서덜랜드, 안톤 옐친, 크리스 에번스, 크리스틴 스튜어트 등이 출연하였고, 닉 웩슬러 등이 제작에 참여하였다.

## 출연
- 다이앤 레인
- 도널드 서덜랜드
- 안톤 옐친
- 크리스 에번스
- 크리스틴 스튜어트
- 파스 데라우에르타
- 블루 만쿠마
- 엘리자베스 퍼킨스
- 크리스토퍼 샤이어
- 개리 초크
- 라이언 맥도널드
- 덱스터 벨
- 에런 브룩스
- 티치 그랜트
- 윌 라이먼
- 벤 코튼

## 기타 제작진
- 공동 제작: 오그던 거밴스키
- 배역: 수전 테일러 브라우스, 린 캐로, 시그 더미겔, 어맨다 매키 존슨, 웬디 와이드먼
- 미술: 마크 리커
- 의상: 모니크 프뤼돔